# PC 원시인
《PC 원시인》(ピーシーげんじん, Bonk's Adventure)은 1989년 12월 15일에 허드슨에서 발매된 PC 엔진용 액션 게임이다. 레드 컴퍼니 (현재 레드 엔터테인먼트)와 아틀라스도 제작에 참여했다. PC 엔진의 게임에서 가장 큰 히트를 기록하여 나중에 시리즈화되었다. 원래는 쇼가쿠칸의 월간 PC 엔진에 연재되고 있던 4 컷 만화를 게임화 한 것이다.
2003년 12월 4일에, 허드슨 셀렉션의 제 3 탄으로 3D 화되어 발매되었다. 또한 2006년 12월 2일에 Wii 의 버추얼 콘솔 다운로드 판매가 시작되어 2007년 12월에는 휴대 전화용 게임앱으로 배달되었다. 2010년에 "Bonk : Brink of Extinction" 북미 허드슨에 의해 XBox LIVE 아케이드 , Wii웨어 , PSN 용으로 발표되며 2013년 12월 25일에는 Wii U 의 가상 콘솔로 전달되었다.
제목의 유래는 물론 PC 엔진을 모방한 말장난이다. 덧붙여서 PC의 의미는 작중의 로고에서 " P ithecanthropus C omputerurus "( Pithecanthropus 은 원숭이 사람 속 , Computerurus 컴퓨터를 모방 한 조어) 및 유형과 같은 것이 쓰여져있다.

## 개요
주인공 '스킨 헤드'라는 원시인 (PC 원시인)이 악마의 대왕이다. 킹 계란 돈 3세가 납치 된 공주 드래곤을 구하러 간다.

## 특징
PC 원시인의 주요 공격 방법은 자신이 가진 강렬한 석두를 구사한 박치기이다(바크, 3D 버전은 박치기로 개명했다).
공중에서 바크를 하면 머리를 땅을 향해 그대로 낙하한다. 다시 공격 버튼을 누르면 PC 원시인은 다시 반전한다. PC 원시인을 전환할 때마다 중력 가속도가 일순간 0 이 되므로 이를 빠르게 반복하는 일로 체공 시간을 늘릴 수있다.